# 芋頭冰
芋頭冰，俗稱芋仔冰，臺灣常見冰品，口感鬆綿，甜而不膩。以臺中市大里區草湖芋頭冰為發源地，因蔣經國於1980年代曾至「美芳芋冰城」食用著稱，芋頭冰大多使用臺中市大甲區、高雄市甲仙區、花蓮縣吉安鄉、金門縣烈嶼鄉的芋頭。而芋頭冰現在已普及至宜蘭縣、台中市大甲區、花蓮縣、金門縣烈嶼鄉及高雄市甲仙區。

## 製造
- 以製成正立方體形販售。
- 宜蘭吃法將芋頭冰、花生粉、芫荽菜、或加巧克力醬，裹在春捲皮合吃，別具風味。

## 來源
1. ↑  .   [2022-07-16]. （原始内容存档于2021-03-09）.
2. ↑  .   [2023-04-14]. （原始内容存档于2023-04-18）.
3. ↑  .   [2023-04-14]. （原始内容存档于2023-04-18）.
4. ↑  .   [2023-05-02]. （原始内容存档于2023-05-07）.
5. ↑  .   [2023-05-02]. （原始内容存档于2023-05-05）.
6. ↑  .   [2023-04-14]. （原始内容存档于2023-04-17）.
7. ↑  .   [2023-04-14]. （原始内容存档于2023-04-18）.